# 187 (число)
Вижте пояснителната страница за други значения на 187.
187 (сто осемдесет и седем) е естествено, цяло число, следващо 186 и предхождащо 188.
Сто осемдесет и седем с арабски цифри се записва „187“, а с римски цифри – „CLXXXVII“. Числото 187 е съставено от три цифри от позиционните бройни системи – 1 (едно), 8 (осем), 7 (седем).

## Общи сведения
- 187 е нечетно число.
- 187-ият ден от годината е 6юли.
- 187 е година от Новата ера.